# Luigi Bianco
Luigi Bianco (* 3. März 1960 in Montemagno, Provinz Asti, Italien) ist ein römisch-katholischer Erzbischof und Diplomat des Heiligen Stuhls.

## Leben
Luigi Bianco empfing am 30. März 1985 das Sakrament der Priesterweihe für das Bistum Casale Monferrato. Bianco wurde im Fach Kirchenrecht promoviert. Er trat am 1. Juli 1989 in den diplomatischen Dienst des Heiligen Stuhls ein und arbeitete zunächst in der italienischen Nuntiatur. Von 1991 bis 1994 war er an der Apostolischen Nuntiatur in Ägypten tätig, von 1994 bis 1999 in Argentinien, ehe er 1999 nach Kroatien berufen wurde. Ab 2002 war er in der Nuntiatur von Spanien und Andorra tätig.
Am 12. Januar 2009 ernannte ihn Papst Benedikt XVI. zum Titularerzbischof von Falerone und bestellte ihn zum Apostolischen Nuntius in Honduras, womit er gleichzeitig Doyen des dortigen diplomatischen Korps wurde. Die Bischofsweihe spendete ihm Kardinalstaatssekretär Tarcisio Bertone SDB am 25. April desselben Jahres; Mitkonsekratoren waren der Bischof von Casale Monferrato, Alceste Catella, und der Bischof von Mondovì, Luciano Pacomio. Nach dem Militärputsch im Juni 2009 war Bianco um eine friedliche Lösung des Konfliktes bemüht.
Papst Franziskus ernannte ihn am 12. Juli 2014 zum Apostolischen Nuntius in Äthiopien. Am 10. September desselben Jahres wurde er zusätzlich zum Apostolischen Nuntius in Dschibuti und zum Apostolischen Delegaten in Somalia ernannt.
Am 4. Februar 2019 ernannte ihn Papst Franziskus zum Apostolischen Nuntius in Uganda.
Papst Leo XIV. ernannte ihn am 20. Mai 2025 zum Apostolischen Nuntius in Slowenien und zum Apostolischen Delegaten im Kosovo.